# Oplachantha lanuginosa
Oplachantha lanuginosa är en tvåvingeart som beskrevs av Günther Enderlein 1921. Oplachantha lanuginosa ingår i släktet Oplachantha och familjen vapenflugor. Inga underarter finns listade i Catalogue of Life.